# D-アスパラギン酸リガーゼ
D-アスパラギン酸リガーゼ(D-aspartate ligase)は、EC 6.3.1.12)は、以下の化学反応を触媒する酵素である。
ATP + D-アスパラギン酸 + [β-GlcNAc-(1->4)-Mur2Ac(oyl-L-Ala-γ-D-Glu-L-Lys-D-Ala-D- Ala)]n{\displaystyle \rightleftharpoons }[β-GlcNAc-(1->4)-Mur2Ac(oyl-L-Ala-γ-D-Glu-6-N-(β-D-Asp)-L- Lys-D-Ala-D-Ala)]n + ADP + リン酸
従って、基質はATP、D-アスパラギン酸、[β-GlcNAc-(1->4)-Mur2Ac(oyl-L-Ala-γ-D-Glu-L-Lys-D-Ala-D-、Ala)]nの4つ、生成物は[β-GlcNAc-(1->4)-Mur2Ac(oyl-L-Ala-γ-D-Glu-6-N-(β-D-Asp)-L-、Lys-D-Ala-D-Ala)]n、ADP、リン酸の4つである。
この酵素はリガーゼ、特に炭素-窒素結合を形成する酸-D-アンモニアリガーゼ（アミドシンターゼ）に分類される。系統名は、D-アスパラギン酸:[β-GlcNAc-(1->4)-Mur2Ac(oyl-L-Ala-γ-D-Glu-L-Lys-D -Ala-D-Ala)]n リガーゼ (ADP生成)(D-aspartate:[beta-GlcNAc-(1->4)-Mur2Ac(oyl-L-Ala-gamma-D-Glu-L-Lys-D -Ala-D-Ala)]n ligase (ADP-forming))である。